# Tranvías de Temuco
Los tranvías de Temuco fueron un sistema de tranvías inicialmente a tracción animal y posteriormente tracción eléctrica existente en la ciudad homónima entre 1881 y 1936. Fue el sistema tranviario eléctrico más austral de Sudamérica.

## Historia
El primer sistema de tranvías a tracción animal —también denominado «carros de sangre»— fue instalado en Temuco en 1881 por parte de la familia de Elvira Lowley. Posteriormente la administración estaría en manos del inglés Edwards Hyde.
En marzo de 1919 comenzaron a operar en la ciudad tranvías eléctricos. A diferencia de otras ciudades en donde se adquirieron carros de segunda mano a Santiago, Temuco se unió con la empresa de los tranvías de Rengo para adquirir de segunda mano 10 carros a la Compañía de Tranvías Anglo Argentina de Buenos Aires y que habían sido fabricados por St. Louis Car Company de Estados Unidos. Al año siguiente la empresa de Tranvías Eléctricos de Temuco fue adquirida por la Compañía General de Electricidad Industrial (CGEI).
Al momento de debutar los tranvías eléctricos, éstos circulaban mediante dos rutas, ambas partiendo desde la estación de ferrocarriles y avanzando por la avenida Barros Arana hacia el sur, virando por Diego Portales hacia el poniente; la ruta hacia el oeste viraba en general Mackenna y luego seguía por Manuel Montt y avenida Alemania hasta alcanzar el sector denominado Barrio de Quintas, mientras que la ruta hacia el sur seguía por Diego Portales hasta Arturo Prat, continuando por esta última calle hasta la avenida O'Higgins, finalizando su recorrido en la plaza Manuel Recabarren.
Los tranvías de sangre dejaron de circular en 1920, un año después de la introducción de los carros eléctricos. Hacia 1927 la compañía poseía 11 carros con diferentes configuraciones y sus oficinas estaban ubicadas en calle Diego Portales 875, mientras que también poseía un taller que empleaba a 6 personas.
Las constantes fallas en los carros, así como los reiterados reclamos por el deficiente servicio y la aparición de nuevos medios de transporte hicieron que los tranvías eléctricos dejaron de circular en 1936 y el 24 de julio de ese año un decreto autorizó el levantamiento de las vías, lo que se realizó a partir de abril de 1937.

## Pasajeros movilizados
| Año  | Pasajeros |
| ---- | --------- |
| 1919 | 429 451   |
| 1921 | 653 439   |
| 1922 | 783 957   |
| 1923 | 700 550   |
| 1926 | 1 300 000 |
| 1928 | 1 504 800 |
| 1929 | 1 772 000 |
| 1930 | 1 742 658 |